# Birds of a Feather (比莉·艾利什歌曲)
〈Birds of a Feather〉是美国创作型歌手比莉·艾利什的一首歌曲，收录于她的第3张录音室专辑《溫柔重擊》中。2024年7月，歌曲作为专辑的第2张单曲由Darkroom唱片和新視鏡唱片派往當代流行電台发行。歌曲在美国《告示牌》Hot 100最高排名第5，在英国最高排名第2，并在多个国家获得冠军。在2024年夏季奧林匹克運動會閉幕式上，艾利什在海滩上现场表演了这首歌曲。

## 词曲
〈Birds of a Feather〉時長3分30秒，每分鐘104拍，以D大調創作，艾利什演唱時的音域在A3到D5之間。Pitchfork的汉娜·乔斯林（Hannah Jocelyn）认为，歌曲的和弦进程与〈Last Christmas〉类似。曲风上，《洛杉磯時報》的流行音乐乐评人米卡埃尔·伍德（Mikael Wood）描述其为一首“轻松愉快的复兴新浪潮即兴演奏曲”。而海伦·布朗（Helen Brown）在《獨立報》则表示，這是首相对主流的歌曲，有着合成器旋律和俗套的押韵词“feather/ weather/ together”。
歌曲的标题源自英国的一句谚语“birds of a feather flock together”，歌词围绕着艾利什对一个想要“互相扶持”的人的爱慕展开，这份爱情过于强烈，让艾利什流泪祈求对方永远不要结束这段感情。《偏锋杂志》的尼克·塞普（Nick Seip）认为这首歌曲也许是艾利什发布的最具乐观色彩的歌曲。

## 发行与宣傳
2024年5月13日，艾利什在Netflix电视剧《戀愛修課》第三季的预告片中试播了歌曲。这首歌曲是专辑《溫柔重擊》发行前的三首试播歌曲之一。在接受Apple Music的采访时，艾利什表示这首歌曲有着她职业生涯以来最高音的实唱。
〈Birds of a Feather〉於7月2日作为专辑的第2张单曲被派往美国當代流行電台。隔月11日在2024年夏季奧林匹克運動會閉幕式上，艾利什在海滩上现场表演了这首歌曲。由艾丹·扎米利執導（Aidan Zamiri）的音樂錄影帶於9月27日釋出，艾利什在影片中空無一人的辦公室歌唱著，並被一股無形的力量托拽著。Hypebeast薩拉·卡恩斯（Sarah Kearns）認為這表示了艾利什正被人們拉向不同方向的感覺。

## 專業評價
《Clash》的阿姆里特·维尔迪（Amrit Virdi）认为〈Birds of a Feather〉有着精心制作的旋律和如“I love you till the day that I die”这样神话般的宣言。《滚石》的羅伯·薛菲德表示，歌曲的复古感让他回想起莎黛或乔治·迈克尔。

## 商业表现
《溫柔重擊》发行之后，〈Birds of a Feather〉在美国《告示牌》Hot 100榜单空降第13位，这是继专辑中歌曲除〈Chihiro〉（最高排第12）和〈Lunch〉（最高排第5）以外的最高排位。在上榜第13周时，歌曲排到了榜单第5，成为其最高排位。在英国，〈Birds of a Feather〉在专辑发行当周空降榜单第9，成为专辑榜单表现第3好的歌曲，仅次于〈Chihiro〉（最高排第7）和〈Lunch〉（最高排第2）。最终，歌曲在该国榜单取得了亚军。英美以外，这首歌曲在多国亦取得了冠军。

## 榜单
| 榜单（2024年）                               | 最高 排位 |
| -------------------------------------------- | --------- |
| 阿根廷（Argentina Hot 100）                  | 82        |
| 澳大利亚（澳大利亚唱片业协会单曲榜）         | 1         |
| 奥地利（Ö3四十强单曲榜）                     | 7         |
| 比利时佛兰德（Ultratop五十强单曲榜）         | 14        |
| 比利时瓦隆（Ultratop五十强单曲榜）           | 13        |
| 巴西（《公告牌》Brasil Hot 100）             | 30        |
| 加拿大（Canadian Hot 100）                   | 4         |
| 加拿大（《告示牌》Canada CHR）               | 4         |
| 加拿大（《告示牌》Canada Hot AC）            | 10        |
| 智利（拉美監控智利单曲榜）                   | 10        |
| 独联体（Tophit独联体电台榜）                 | 44        |
| 哥伦比亚（國家報告哥伦比亚英语榜）           | 2         |
| 克罗地亚（《告示牌》Croatia Songs）          | 18        |
| 克罗地亚（克羅地亞廣播電視台）               | 4         |
| 捷克（百強數位單曲榜）                       | 7         |
| 丹麦（Hitlisten）                            | 9         |
| 爱沙尼亚（TopHit爱沙尼亚电台榜）             | 9         |
| 芬兰（芬蘭官方單曲榜）                       | 23        |
| 法国（法國唱片出版業公會单曲榜）             | 19        |
| 德国（德國官方單曲榜）                       | 7         |
| 全球（Billboard Global 200）                 | 1         |
| 希腊（国际唱片业协会希腊分会国际榜）         | 3         |
| 香港（《告示牌》Hong Kong Songs）            | 11        |
| 匈牙利（四十強單曲榜）                       | 36        |
| 冰岛（Plötutíðindi单曲榜）                   | 1         |
| 印度（印度音乐产业协会国际榜）               | 9         |
| 印度尼西亚（《告示牌》Indonesia Songs）      | 2         |
| 愛爾蘭（愛爾蘭唱片音樂協會单曲榜）           | 2         |
| 意大利（意大利音乐产业联盟单曲榜）           | 42        |
| 日本（日本公告牌 Hot Overseas）              | 1         |
| 拉脱维亚（拉脱维亚表演者和制片人协会单曲榜） | 3         |
| 黎巴嫩（黎巴嫩官方二十强单曲榜）             | 5         |
| 立陶宛（AGATA单曲榜）                        | 1         |
| 立陶宛（TopHit立陶宛电台榜）                 | 19        |
| 卢森堡（《告示牌》）                         | 5         |
| 马来西亚（《告示牌》Malaysia Songs）         | 1         |
| 马来西亚（馬來西亞唱片業協會国际榜）         | 1         |
| 中东与北非（國際唱片業協會）                 | 2         |
| 荷兰（荷蘭四十強單曲榜）                     | 12        |
| 荷兰（百强单曲榜）                           | 8         |
| 新西兰（新西兰唱片音乐协会单曲榜）           | 1         |
| 尼日利亚（《唱盘》百强单曲榜）               | 81        |
| 挪威（世道單曲榜）                           | 4         |
| 巴拿馬（拉美監控巴拿馬单曲榜）               | 17        |
| 巴拿馬（PRODUCE）                            | 20        |
| 巴拉圭（拉美監控巴拉圭单曲榜）               | 16        |
| 秘鲁（《告示牌》Peru Songs）                 | 18        |
| 菲律宾（《公告牌》                           | 2         |
| 波蘭（波蘭百大電台榜）                       | 6         |
| 波蘭（波蘭百强流媒体榜）                           | 11        |
| 葡萄牙（葡萄牙唱片業協會单曲榜）             | 3         |
| 罗马尼亚（TopHit罗马尼亚电台榜）             | 175       |
| 圣马力诺（圣马力诺电视台五十强榜）           | 20        |
| 沙特阿拉伯（國際唱片業協會）                 | 7         |
| 新加坡（新加坡唱片業協會单曲榜）             | 1         |
| 斯洛伐克（百強數位單曲榜）                   | 11        |
| 南非（官方南非榜单）                         | 4         |
| 韩国（Circle数字榜）                         | 135       |
| 西班牙（西班牙音樂製作協會）                 | 42        |
| 瑞典（瑞典最熱榜）                           | 10        |
| 瑞士（瑞士热门音乐榜）                       | 4         |
| 台湾（《告示牌》Taiwan Songs）               | 13        |
| 阿联酋（国际唱片业协会）                     | 2         |
| 英國（官方榜单公司單曲榜）                   | 2         |
| 美国（《告示牌》百大單曲榜）                 | 5         |
| 美國（《告示牌》Adult Pop Airplay）          | 14        |
| 美國（《告示牌》Dance/Mix Show Airplay）     | 20        |
| 美國（《告示牌》Hot Rock Songs）             | 1         |
| 美國（《告示牌》Pop Airplay）                | 1         |

| 榜单（2024年）                   | 排位 |
| -------------------------------- | ---- |
| 巴西（巴西唱片業協會流媒体榜）         | 36   |
| 獨立國協（TopHit獨立國協电台榜） | 31   |
| 捷克（百強數位單曲榜）           | 13   |
| 爱沙尼亚（TopHit爱沙尼亚电台榜） | 6    |
| 立陶宛（TopHit立陶宛电台榜）     | 12   |
| 巴拉圭（巴拉圭唱片公司管理協會） | 30   |
| 羅馬尼亞（TopHit羅馬尼亞电台榜） | 94   |
| 斯洛伐克（電台百大單曲榜）       | 80   |
| 斯洛伐克（百強數位單曲榜）       | 14   |
| 韩国（Circle数字榜）             | 166  |

## 认证与销量
| 地區                                 | 认证    | 认证单位/销量 |
| ------------------------------------ | ------- | ------------- |
| 比利时（比利時唱片音樂協會）         | 金      | 10,000‡       |
| 加拿大（加拿大音乐协会）             | 2× 白金 | 160,000‡      |
| 丹麦（國際唱片業協會丹麥分會）       | 金      | 45,000‡       |
| 法国（法國唱片出版業公會）           | 金      | 100,000‡      |
| 新西兰（新西兰唱片音乐协会）         | 白金    | 30,000‡       |
| 波兰（波蘭音像製造商協會）           | 金      | 25,000‡       |
| 葡萄牙（葡萄牙唱片業協會）           | 白金    | 10,000‡       |
| 西班牙（西班牙音樂製作協會）         | 金      | 30,000‡       |
| 英国（英国唱片业协会）               | 白金    | 600,000‡      |
| 美国（美國唱片業協會）               | 白金    | 1,000,000‡    |
| 流媒体                               |         |               |
| 希腊（國際唱片業協會希臘分會）       | 金      | 1,000,000†    |
| ‡僅含認證的+實際銷量 †僅含認證的銷量 |         |               |

## 发行历史
| 地区   | 日期         | 形式         | 厂牌            | 参考来源     |
| ------ | ------------ | ------------ | --------------- | ------------ |
| 美国   | 2024年7月2日 | 當代流行電台 | Darkroom 新視鏡 | [ 9 ] [ 10 ] |
| 意大利 | 2024年8月2日 | 电台播放     | EMI             | [ 107 ]      |

## 注解
1. ↑  这句谚语的表面含义是“有着同类羽毛的鸟儿会聚集在一起”，其大意类似于中文的“物以类聚”
2. ↑  意为“直至生命的尽头我也会爱你”